# Castell de Vilademàger
El castell de Vilademàger, ubicat a la Llacuna (Anoia), inclou les restes del castell i de l'església adjacent dedicada a Sant Pere. La fortalesa era formada per una torre, situada a l'est, i un recinte que s'estenia cap a l'oest. Es conserven restes de la torre i el recinte emmurallat a llevant i paraments de muralla i una portalada d'accés a ponent, que correspondria a un segon clos de muralles que tancava l'església i probablement el poble original, que posteriorment descendí a la plana.

## Ubicació

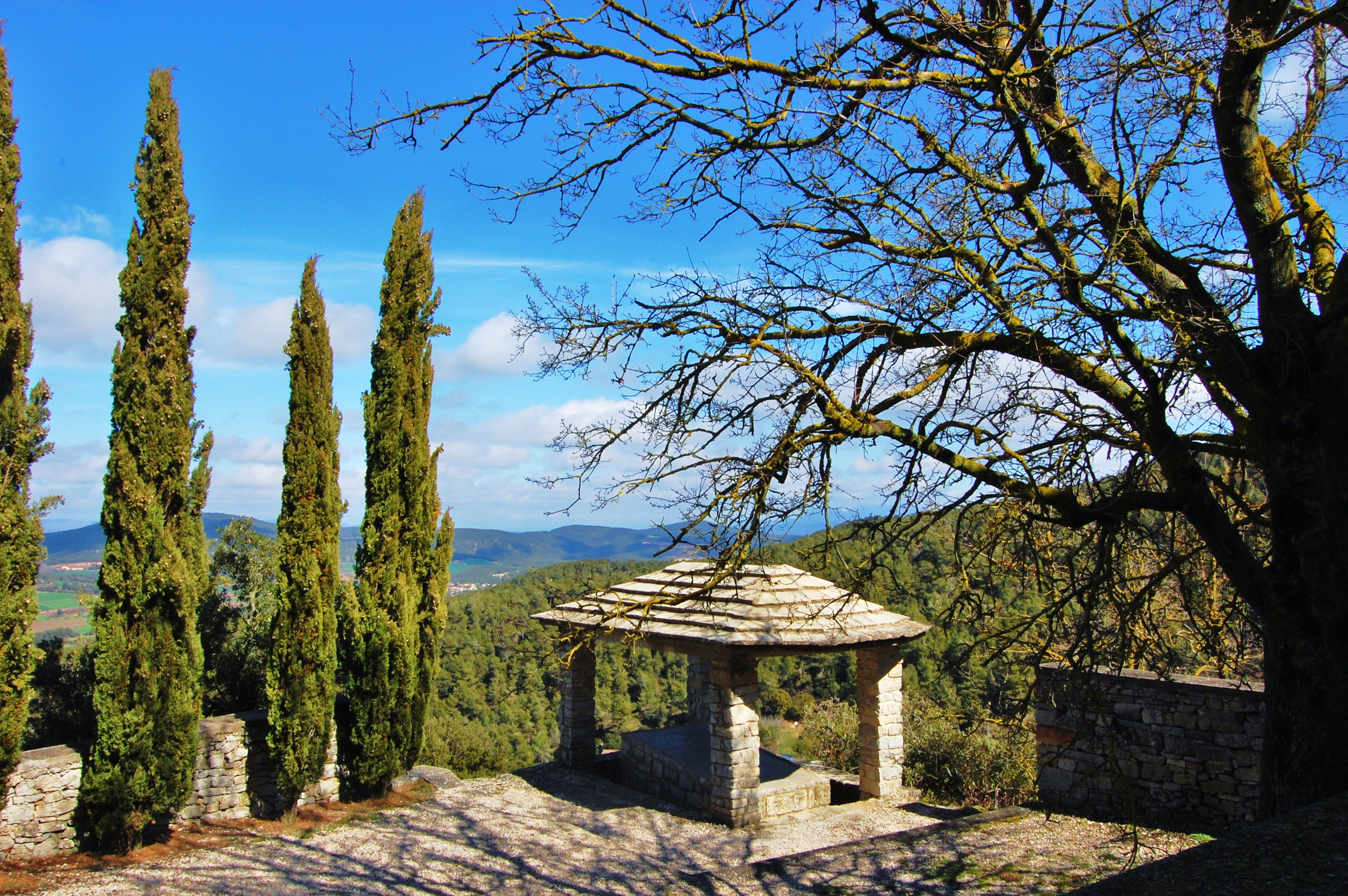
Fossar comú del castell

Les ruïnes del castell i l'església s'alcen dalt d'un espadat, a la banda sud-oriental de la plana de la Llacuna, des del qual obtenim una magnífica panoràmica de la vila de la Llacuna i el seu entorn. S'hi accedeix a través d'una pista mig asfaltada que surt des de l'extrem est de la Llacuna. El camí carreter passa pel costat de les escoles, i del cementiri fins a l'esplanada sota el castell. A l'esquerra un petit camí s'enfila fins al castell per la banda oest.

## Història del conjunt
Les primeres notícies referents al terme castell de Vilademàger són de l'any 987, en què és esmentat com una de les afrontacions en la donació que el comte Borrell II fa a l'església de Sant Pere de Vic. En el segle xi el domini pertanyia a la casa comtal de Barcelona i el 1022 va ser infeudat a Bernat Sendred de Gurb-Queralt, senyor també del castell de Queralt. El 1079 passà al llinatge dels Cervelló, emparentats amb els Queralt, mantenint el vassallatge als comtes de Barcelona. Els Cervelló van subinfeudar el castell als Vilademàger.
A partir del 1347, la fortalesa entrà a formar part de la baronia de la Llacuna, que hi tenia dret jurisdiccional junt amb Miralles, Rocamora i, després, Santa Perpètua. El 1370 el senyorejava Guillem Ramon de Cervelló. La propietat passà de la família dels Cervelló als Montcada i posteriorment als ducs de Medinaceli. El 1831 la propietat de la baronia era compartida pel marquès d'Aitona i el de Moja.

## Restes del castell
El conjunt defensiu fou construït entre els segles X-XI, amb algunes modificacions posteriors. En queda un portal d'entrada, part de la torre mestra i restes del recinte, entorn de l'antiga parròquia de Sant Pere de Màger.
Està format per una torre xemeneia que protegia la part més accessible. Annexos hi ha uns murs d'un habitacle del castell i restes de muralles que tanquen les parts més vulnerables del conjunt, que en el sector nord és reforçat per unes petites torres de planta semicircular. En la part est es poden apreciar restes de muralla, el portal d'entrada i el camí d'accés al castell. El portal d'entrada de les muralles és de mig punt adovellat, prop d'un contrafort. Els murs són de carreus amb morter, que en alguns sectors no estan desbastats ni tallats.

## Església de Sant Pere

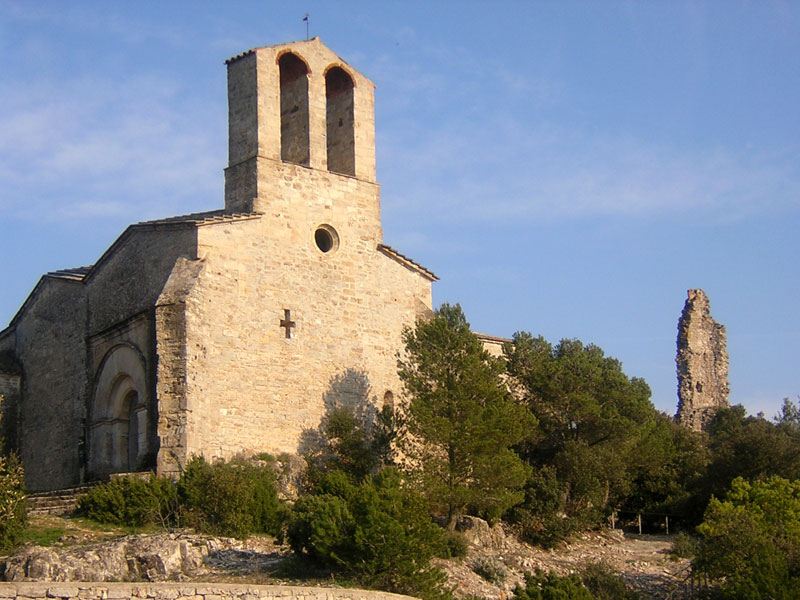
Església de Sant Pere de Vilademàger

L'església està a l'interior del recinte murat. S'hi poden apreciar elements de l'església romànica com la paret de ponent, però el portal de la façana nord és de finals d'aquesta etapa. La major part de la construcció data del gòtic, segles XIV-XV i amb algunes ampliacions corresponents als segles XVI-XVII. És d'una nau amb una porta de doble arquivolta al nord. A ponent conserva una finestra en forma de creu, un campanar de paret de dos ulls pertanyent al segle xvii, i un ull de bou a la part aixecada. També conserva una pica baptismal de notable interès i de regust romànic. L'absis és poligonal, característic del nostre gòtic, amb voltes de creueria, nervis i una clau amb l'Agnus Dei. Els murs són carreus de pedra tallada i morter. La coberta ha estat restaurada a base de lloses de pedra.
L'any 1160 es menciona per primer cop l'església, que es remodelarà durant el s. XIV i també el 1883. El 1578 l'església ja s'anomenava Sant Pere de Vila de Màger o Sant Pere de la Llacuna.
Durant la guerra civil espanyola es van cremar tots els retaules i les imatges, entre les quas una talla de Crist coneguda com la Majestat de Vilademàger. Amb l'abandonament de la rectoria es va iniciar el progressiu deteriorament del conjunt. L'any 1956 el rector de la parròquia de la Llacuna va fer obres de restauració a Sant Pere. Després d'algunes reparacions l'any 1981 la Diputació de Barcelona en reprengué la restauració i durant els treballs s'hi van descobrir fragments de pintures murals de principis del segle xiv.